# Escândalo de apostas no futebol europeu em 2009
O Escândalo de apostas no futebol Europeu em 2009 foi uma tentativa de influenciar nos resultados de jogos de futebol realizados na Europa, com o objetivo de fraudar a indústria de apostas.
Há uma grande investigação policial, iniciada na cidade alemã de Bochum, que procura esclarecer as fraudes. As investigações estão centradas em torno de duzentos jogos, de campeonatos nacionais de nove países europeus (Alemanha, Bélgica, Suíça, Croácia, Eslovénia, Turquia, Hungria, Bósnia e Herzegovina e Áustria). A investigação também envolveu doze jogos das Eliminatórias da UEFA Europa League, e três da UEFA Champions League. Peter Limacher, um porta-voz do órgão que rege o futebol europeu, descreveu-o como "o maior escândalo de manipulação que atingiu a Europa".
"A UEFA vai exigir sanções mais duras nos tribunais competentes para quaisquer indivíduos, clubes ou funcionários que estejam implicados nesta prática, tanto na justiça desportiva quanto na comum."— Secretário Geral da UEFA Gianni Infantino, 20 de Novembro de 2009

## Fundo
Têm havido várias investigações de manipulação de resultados no futebol europeu no século XXI. Dentre os principais estão o escândalo de 2005 da Bundesliga onde o árbitro Robert Hoyzer ajudou a influenciar os resultados das partidas, e o escândalo do futebol italiano em 2006, que culminou no rebaixamento da Juventus à Série B pela primeira vez em sua história, após ser declarado culpado na acusação de suborno de árbitros.
A UEFA revelou em Março de 2009 que havia acusações contra um clube europeu não identificado, que mais tarde foi divulgado ser o FK Pobeda, da Macedônia. O Pobeda foi considerado culpado de manipulação de resultados em um empate contra o clube armênio Pyunik em 2004. Por isso o clube foi proibido de participar de qualquer competição europeia por oito anos, além de o presidente do clube Aleksandar Zabrcanec e o ex-capitão Nikolce Zdravevski serem banidos do futebol europeu para o resto da vida. O presidente da UEFA Michel Platini revelou que a entidade vem intensificando os esforços para erradicar a manipulação de resultados.
Investigação e as prisões
A fraude foi descoberta através de escutas telefônicas em atividades de combate ao crime organizado e foi investigado pelo Serviço do Ministério Público de Bochum, Alemanha. Em 19 de novembro de 2009, uma série de ataques foram realizados no Reino Unido, Alemanha, Suíça e Áustria, em relação à investigação de apostas. O resultado foi na prisão de 15 pessoas em uma ação Alemanha, e mais 2 pessoas na Suíça em uma ação que também apreendeu dinheiro e bens.

## Jogos sob investigação
Todas as partidas sob investigação foram disputados em 2009.
| Concorrência ou país                                | Número de jogos manipulados |
| --------------------------------------------------- | --- |
| Liga dos Campeões da UEFA                           | 3 jogos |
| Liga Europa da UEFA                                 | 12 jogos |
| Futebol na Alemanha                                 | 32 jogos, sendo 4 jogos da segunda divisão; 3 jogos da terceira divisão; 18 jogos da divisão regional; 5 jogos da Oberliga; e 2 partidas do sub-19 |
| Futebol na Bélgica                                  | 17 jogos |
| Futebol na Suíça                                    | 22 jogos |
| Futebol na Croácia                                  | 14 jogos |
| Futebol na Eslovénia                                | 7 jogos |
| Futebol da Turquia                                  | 29 jogos |
| Futebol da Hungria                                  | 13 jogos |
| Campeonato Bósnio de Futebol (Bósnia e Herzegovina) | 8 jogos |
| Futebol na Áustria                                  | 11 jogos |
| Campeonato Europeu de Futebol Sub-21                | quantidade indefinida |